# Spelflöjt
Spelflöjt (tyska: Spillflöte) är en orgelstämma inom halvtäckta stämmor. Den tillhör kategorin labialstämmor och har en konisk hatt som är längre än koppelflöjten. Ibland kan man se stämman som en mellanform mellan koppelflöjt och spetsflöjt. Stämman räknas ibland till koniska stämmor.